# Sphaerosyllis ranunculus
Sphaerosyllis ranunculus är en ringmaskart som beskrevs av Kudenov, Harris in Blake, Hilbig och Scott 1995. Sphaerosyllis ranunculus ingår i släktet Sphaerosyllis och familjen Syllidae. Inga underarter finns listade i Catalogue of Life.